# Cycnoderus barbatus
Cycnoderus barbatus là một loài bọ cánh cứng trong họ Cerambycidae.